# 迪扎斯科
迪扎斯科（義大利語：Dizzasco），是意大利科莫省的一个市镇。总面积3平方公里，人口589人，人口密度196.3人/平方公里（2009年）。ISTAT代码为013087。